# Mark Driscoll
Mark A. Driscoll (født 11 oktober 1970) er en amerikansk præst og forfatter. Han er medstifter og forkyndende præst i Mars Hill Church i Seattle, Washington , han er medstifter til Acts 29 Network, og har bidraget til sektionen "faith and values" i Seattle Times. Han hjalp med at starte The Resurgence, et ressourcested for for missional teologi.
Driscoll blev født i Grand Forks, North Dakota og dimitterede 1989 fra Highline High School i Burien, Washington, hvor han fungerede som studenterrådsformand og redaktør på skolens avis. Han fik en bachelorgrad i kommunikation fra Washington State University med bifag i filosofi, og fik siden en kandidatgrad i eksegetisk teologi på Western Seminary, en skole tilknyttet Conservative Baptist Association.

## Historie
Mark Driscoll er vokset op i et katolsk hjem med fire mindre søskende. Mens Driscoll stadig var meget ung flyttede familien til Seattle for at komme væk fra det socialt belastede kvarter hvor de boede. Som 19-årig mødte Driscoll sin kommende kone, Grace, som han var kæreste med i 5 år. De fik sammen fem børn.

## Teologi
Driscoll har offentliggjort en omfattende beskrivelse af sit teologiske ståsted i sin bog Doctrine (Crossway, 2008), og denne samt hans prædikener, foredrag og andre bøger giver en god forståelse af, hvor han står. Han har beskrevet sig selv som "først kristen, så evangelisk, for det tredje missional, og for det fjerde reformeret."
Driscoll karakteriserer sig selv som en "karismatisk Calvinist". Dette er undertiden betegnet som en reformert karismatisk. Han mener, at alle de apostolske gaver (ikke at forveksle med åndelige gaver) er aktive i dag (men kun gennem Guds guddommelige indgriben; han er ikke cessationist) og mener selv han er en 4 ½-punkt calvinist.